# Christian Thomas (lekkoatleta)
Christian Thomas (ur. 31 marca 1965) – niemiecki lekkoatleta specjalizujący się w skoku w dal. W czasie swojej kariery reprezentował również Niemcy Zachodnie.

## Sukcesy sportowe
- dwukrotny srebrny medalista mistrzostw RFN w skoku w dal – 1988, 1989[1]
- brązowy medalista mistrzostw Niemiec w skoku w dal – 1993[1]
- czterokrotny medalista halowych mistrzostw RFN – dwukrotnie złoty (1987, 1989) oraz dwukrotnie srebrny (1985, 1990)[2]
- złoty medalista halowych mistrzostw Niemiec w skoku w dal – 1993[2]

| Rok  | Miasto  | Zawody                    | Konkurencja | Wynik         |
| ---- | ------- | ------------------------- | ----------- | ------------- |
| 1987 | Liévin  | Halowe mistrzostwa Europy | skok w dal  | brązowy medal |
| 1990 | Glasgow | Halowe mistrzostwa Europy | skok w dal  | 4. miejsce    |

## Rekordy życiowe
- skok w dal (stadion) – 8,21 – Germering 23/07/1994
- skok w dal (hala) – 8,12 – Liévin 21/02/1987